# 2011–2012-es magyar női kézilabda-bajnokság (első osztály)
A 2011–2012-es magyar női kézilabda-bajnokság első osztálya a bajnokság 61. kiírása volt. A szezon 2011. szeptember 2
-án kezdődött és 2012 május 19-én ért véget. A bajnokságot végül a címvédő Győri Audi ETO KC csapata nyerte 100%-os teljesítménnyel (26 mérkőzés/26 győzelem).

## Lebonyolítás
A 22 fordulós alapszakasz vége után az 1–4. helyezettek elődöntőt játszanak (az első a negyedikkel, a második a harmadikkal), majd a döntő és a bronzpárbaj következik – egyaránt két nyert győzelemig. Döntetlen esetén mindhárom fordulóban hétméteresek döntenek.
Az 5–8., illetve 9–12. helyezett csapatok oda-visszavágós alapon körmérkőzést játszanak egymással a végső helyezések eldöntése érdekében, és az alapszakaszból – elért helyezéseik alapján – 4, 3, 2 vagy 1 bónuszpontot visznek tovább. Az utolsó két helyezett kiesik.
- Alapszakasz: 2011. szeptember 2. – 2013. április 3.
- Rájátszás: 2012. április 11. – május 19.

## Részt vevő csapatok
A 12 csapatos mezőnyt az előző bajnokság első 10 helyezettje, valamint a másodosztályból feljutott 2 csapat képviselte volna, ám a Mohácsi TE nem vállalta a tagságot, ezért a végül 11. helyen végző UKSE Szekszárd megőrizhette tagságát.

### Az induló csapatok
| Klub név            | Székhely       | Előző szezon    |
| ------------------- | -------------- | --------------- |
| Alcoa Fehérvár KC   | Székesfehérvár | 5. az NB1-ben   |
| Békéscsaba ENK SE   | Békéscsaba     | 6. az NB1-ben   |
| Dunaújvárosi REK    | Dunaújváros    | 7. az NB1-ben   |
| DVSC                | Debrecen       | 2. az NB1-ben   |
| Érdi VSE            | Érd            | 9. az NB1-ben   |
| Ferencvárosi TC     | Budapest       | 3. az NB1-ben   |
| Győri ETO KC        | Győr           | 1. az NB1-ben   |
| Kiskunhalas NKSE    | Kiskunhalas    | 1. az NB1/B-ben |
| Siófok KC           | Siófok         | 10. az NB1-ben  |
| UKSE Szekszárd 1    | Szekszárd      | 11. az NB1-ben  |
| Váci NKSE           | Vác            | 4. az NB1-ben   |
| Veszprém Barabás KC | Veszprém       | 8. az NB1-ben   |

Vastagon kiemelve a címvédő.

## Az alapszakasz
| #   | Csapat              | M  | GY | D | V  | G+ – G– | GK   | P  | Megjegyzések    |
| --- | ------------------- | -- | -- | - | -- | ------- | ---- | -- | --------------- |
| 1.  | Győri ETO KC        | 22 | 22 | 0 | 0  | 888–530 | +358 | 44 | Rájátszás 1–4.  |
| 2.  | Ferencvárosi TC     | 22 | 19 | 0 | 3  | 776–655 | +121 | 38 | Rájátszás 1–4.  |
| 3.  | Siófok KC           | 22 | 13 | 2 | 7  | 632–620 | +12  | 28 | Rájátszás 1–4.  |
| 4.  | Érdi VSE            | 22 | 14 | 0 | 8  | 613–604 | +9   | 28 | Rájátszás 1–4.  |
| 5.  | Váci NKSE           | 22 | 12 | 1 | 9  | 616–575 | +41  | 25 | Rájátszás 5–8.  |
| 6.  | Veszprém Barabás KC | 22 | 11 | 2 | 9  | 631–645 | −14  | 24 | Rájátszás 5–8.  |
| 7.  | DVSC                | 22 | 9  | 0 | 13 | 599–671 | −72  | 18 | Rájátszás 5–8.  |
| 8.  | Alcoa Fehérvár KC   | 22 | 7  | 2 | 13 | 587–652 | −65  | 16 | Rájátszás 5–8.  |
| 9.  | Békéscsaba ENK SE   | 22 | 6  | 3 | 13 | 573–648 | −75  | 15 | Rájátszás 9–12. |
| 10. | Dunaújvárosi REK    | 22 | 6  | 1 | 15 | 670–732 | −62  | 13 | Rájátszás 9–12. |
| 11. | Kiskunhalas NKSE    | 22 | 3  | 2 | 17 | 609–725 | −116 | 8  | Rájátszás 9–12. |
| 12. | UKSE Szekszárd      | 22 | 2  | 3 | 17 | 574–711 | −137 | 7  | Rájátszás 9–12. |

Forrás: nso.hu 
A rangsorolás alapszabályai: 1. összpontszám, 2. egymás elleni eredmények összpontszáma, 3. gólkülönbség, 4. szerzett gólok száma.
(B): Bajnokcsapat, (K): Kieső csapat, (F): Feljutó csapat, (I): Kupainduló, (R): A rájátszás győztese, (KGY): Kupagyőztes

### Eredmények
| Hazai \ Vendég1     | ALC   | BÉK   | DUN   | DVS   | ÉRD   | FTC   | GYŐ   | KIS   | SIÓ   | SZE   | VÁC   | VES   |
| Alcoa Fehérvár KC   |       | 28–19 | 36–29 | 36–28 | 25–26 | 29–36 | 21–49 | 30–27 | 21–28 | 24–24 | 28–26 | 29–29 |
| Békéscsaba ENK SE   | 24–20 |       | 22–33 | 28–27 | 26–31 | 29–28 | 24–36 | 29–36 | 29–29 | 23–22 | 27–28 | 26–26 |
| Dunaújvárosi REK    | 31–30 | 38–41 |       | 42–32 | 26–27 | 33–47 | 28–45 | 28–28 | 27–32 | 31–32 | 29–25 | 36–31 |
| DVSC                | 28–24 | 28–20 | 31–26 |       | 32–30 | 24–36 | 22–43 | 30–27 | 31–26 | 31–24 | 25–29 | 24–26 |
| Érdi VSE            | 31–30 | 27–22 | 35–26 | 28–22 |       | 32–36 | 30–47 | 41–20 | 25–23 | 36–27 | 31–21 | 28–24 |
| Ferencvárosi TC     | 30–27 | 38–26 | 43–32 | 32–27 | 34–25 |       | 30–41 | 45–37 | 40–28 | 46–28 | 29–25 | 39–30 |
| Győri ETO KC        | 44–21 | 33–25 | 37–24 | 46–18 | 47–22 | 37–20 |       | 39–25 | 30–20 | 49–27 | 37–23 | 44–26 |
| Kiskunhalas NKSE    | 27–28 | 22–33 | 35–34 | 27–32 | 25–27 | 27–31 | 31–41 |       | 26–31 | 26–20 | 23–40 | 27–31 |
| Siófok KC           | 32–25 | 27–27 | 33–30 | 33–25 | 32–29 | 33–37 | 22–32 | 31–24 |       | 28–26 | 28–25 | 25–24 |
| UKSE Szekszárd      | 27–29 | 31–20 | 23–31 | 25–35 | 23–29 | 28–37 | 17–42 | 36–36 | 29–33 |       | 27–27 | 27–34 |
| Váci NKSE           | 31–26 | 26–25 | 37–31 | 34–21 | 10–0  | 26–27 | 27–35 | 38–24 | 29–28 | 29–21 |       | 34–26 |
| Veszprém Barabás KC | 26–20 | 34–28 | 30–25 | 29–26 | 26–23 | 31–35 | 27–34 | 30–29 | 29–30 | 35–30 | 27–26 |       |

Forrás: nso.hu 
1A hazai csapatok a bal oldali oszlopban szerepelnek.
Színek: Zöld = hazai győzelem; Sárga = döntetlen; Piros = vendéggyőzelem.
 

## A rájátszás

### 1-4. helyért
Elődöntő
|                 | Eredmény |           | 1. mérk. | 2. mérk. | 3. mérk. |
| --------------- | -------- | --------- | -------- | -------- | -------- |
| Győri ETO KC    | 2–0      | Érdi VSE  | 41–24    | 32–27    |          |
| Ferencvárosi TC | 2–0      | Siófok KC | 37–27    | 33–30    |          |

Harmadik helyért
|           | Eredmény |          | 1. mérk. | 2. mérk. | 3. mérk. |
| --------- | -------- | -------- | -------- | -------- | -------- |
| Siófok KC | 2–1      | Érdi VSE | 23–30    | 32–30    | 30–28    |

Döntő
|              | Eredmény |                 | 1. mérk. | 2. mérk. | 3. mérk. |
| ------------ | -------- | --------------- | -------- | -------- | -------- |
| Győri ETO KC | 2–0      | Ferencvárosi TC | 37–33    | 28–27    |          |

### 5-8. helyért
Az alapszakaszból továbbvitt pontok:
- 4 pont: Váci NKSE
- 3 pont: Veszprém Barabás KC
- 2 pont: DVSC
- 1 pont: Alcoa Fehérvár KC

| #  | Csapat              | M | GY | D | V | G+ – G– | GK  | P  | Megjegyzések |
| -- | ------------------- | - | -- | - | - | ------- | --- | -- | ------------ |
| 5. | Veszprém Barabás KC | 6 | 4  | 1 | 1 | 191–161 | +30 | 12 |              |
| 6. | Alcoa Fehérvár KC   | 6 | 5  | 0 | 1 | 150–145 | +5  | 11 |              |
| 7. | Váci NKSE           | 6 | 1  | 2 | 3 | 148–160 | −12 | 8  |              |
| 8. | DVSC                | 6 | 0  | 1 | 5 | 161–184 | −23 | 3  |              |

| Hazai \ Vendég1     | ALC   | DVS   | VÁC   | VES   |
| Alcoa Fehérvár KC   |       | 31–29 | 25–20 | 20–31 |
| DVSC                | 25–27 |       | 22–27 | 30–37 |
| Váci NKSE           | 15–21 | 28–28 |       | 32–32 |
| Veszprém Barabás KC | 25–26 | 34–27 | 32–26 |       |

### 9-12. helyért
Az alapszakaszból továbbvitt pontok:
- 4 pont: Békéscsaba ENK SE
- 3 pont: Dunaújvárosi REK
- 2 pont: Kiskunhalas NKSE
- 1 pont: UKSE Szekszárd

| #   | Csapat            | M | GY | D | V | G+ – G– | GK  | P  | Megjegyzések       |
| --- | ----------------- | - | -- | - | - | ------- | --- | -- | ------------------ |
| 9.  | Békéscsaba ENK SE | 6 | 3  | 1 | 2 | 180–160 | +20 | 11 |                    |
| 10. | Dunaújvárosi REK  | 6 | 3  | 1 | 2 | 193–186 | +7  | 10 |                    |
| 11. | UKSE Szekszárd    | 6 | 3  | 0 | 3 | 165–168 | −3  | 7  | Kiesés az NB1/B-be |
| 12. | Kiskunhalas NKSE  | 6 | 2  | 0 | 4 | 180–204 | −24 | 6  | Kiesés az NB1/B-be |

| Hazai \ Vendég1   | BÉK   | DUN   | KIS   | SZE   |
| Békéscsaba ENK SE |       | 32–27 | 35–25 | 25–16 |
| Dunaújvárosi REK  | 35–35 |       | 42–32 | 29–32 |
| Kiskunhalas NKSE  | 33–31 | 27–31 |       | 33–36 |
| UKSE Szekszárd    | 24–22 | 28–29 | 29–30 |       |

## A végeredmény
| #   | Csapat                | Megjegyzések                                             |
| --- | --------------------- | -------------------------------------------------------- |
| 1.  | Győri ETO KC (9. cím) | 2012–2013-as női EHF-bajnokok ligája csoportkör          |
| 2.  | Ferencvárosi TC       | 2012–2013-as női EHF-bajnokok ligája selejtező           |
| 3.  | Siófok KC             | 2012–2013-as női EHF-kupa selejtező                      |
| 4.  | Érdi VSE              | 2012–2013-as női EHF-kupa selejtező                      |
| 5.  | Veszprém Barabás KC   |                                                          |
| 6.  | Alcoa Fehérvár KC     |                                                          |
| 7.  | Váci NKSEA            | 2012–2013-as női EHF-kupagyőztesek Európa-kupája, 3. kör |
| 8.  | DVSC                  |                                                          |
| 9.  | Békéscsaba ENK SEB    | 2012–2013-as női EHF-kupagyőztesek Európa-kupája, 3. kör |
| 10. | Dunaújvárosi REK      |                                                          |
| 11. | UKSE SzekszárdC       | Kiesés az NB1/B-be                                       |
| 12. | Kiskunhalas NKSED     |                                                          |